# Alle Kneb gælder
Alle Kneb gælder er en stumfilm fra 1915 instrueret af Lau Lauritzen Sr. efter eget manuskript.